# Wolf Totem (novela)
Wolf Totem (conocida en español como Tótem Lobo, Lobo Tótem o El último lobo) es una novela autobiográfica china publicada en 2004 que relata las experiencias de un joven estudiante de Pekín que viaja desde su ciudad a la región de Mongolia Interior en 1967, en el marco de la Revolución Cultural China. El autor, Lü Jiamin, escribió la novela utilizando el seudónimo de Jiang Rong; su verdadera identidad no se hizo pública hasta varios años después de la publicación del libro.
La historia de la novela fue adaptada en el largometraje El último lobo, una producción cinematográfica entre China y Francia estrenada en 2015 y dirigida por el francés Jean-Jacques Annaud, quien escribió el guion junto con Alain Godard y John Collee. Contó con un reparto de actores orientales, encabezado por Feng Shaofeng.

## Temática
La novela Wolf Totem es narrada por el personaje principal, Chen Zhen, un chino de mediana edad que, como el autor, abandonó su hogar en Pekín para trabajar en la región de Mongolia Interior durante la Revolución Cultural. A través de tradiciones populares, rituales y de la vida en las estepas, Wolf Totem compara la cultura de los nómadas mongoles y de los granjeros de la etnia Han en el área. De acuerdo con algunas interpretaciones, el libro alaba «la libertad, la independencia, el respeto, la voluntad inquebrantable ante las dificultades, el trabajo en equipo y la competencia» de los primeros y critica la cultura confuciana de los segundos, comparándola con la actitud de un rebaño de ovejas. El libro condena la «agricultura comunal» impuesta a los nómadas por los pobladores y los desastres ecológicos que ha ocasionado, finalizando con 60 páginas de mensajes motivacionales desconectados del hilo principal de la novela.
El autor ha afirmado que la inspiración para escribir la novela le llegó por accidente: ignoró los consejos del jefe del clan de los nómadas con los que se alojaba y tropezó accidentalmente con una manada de lobos. Aterrorizado, observó cómo los lobos perseguían a un rebaño de ovejas en un acantilado y luego arrastraban sus cadáveres a una cueva. A partir de ese momento, fascinado con los lobos, comenzó a estudiar más a fondo su especie y su relación con los nómadas, e incluso intentó domesticarlos.

## Publicación
Wolf Totem logró excelentes resultados iniciales, vendiendo alrededor de 50 000 copias en dos semanas. Ediciones piratas empezaron a aparecer al poco tiempo de publicada la novela. En marzo de 2006 se habían vendido cerca de cuatro millones de ejemplares en China y se había convertido en una radionovela. Jiang publicó una versión infantil del libro en julio de 2005 con la historia resumida para reducir su número de páginas.
Pese a que el autor se rehusó a tomar parte en la labor publicitaria, los acuerdos para la adaptación de la novela en otros medios audiovisuales y las traducciones a otros idiomas han establecido registros financieros en el país asiático. La editorial Penguin Books pagó cien mil dólares por sus derechos globales en idioma inglés, estableciendo un registro al ser la cantidad más alta pagada por los derechos de traducción de un libro chino; una editorial de Tokio sin especificar pagó 300 000 dólares por los derechos de publicación de una adaptación en manga y la editorial alemana Bertelsmann compró los derechos para este idioma en 20 000 euros. El autor ha afirmado que en occidente su novela ha sido mejor comprendida que en su natal China.
Otros escritores aprovecharon el momento de anonimato del autor para escribir secuelas falsas de Wolf Totem, entre las que se incluyen dos novelas con el logo de la editorial Changjiang, Wolf Totem 2 y Great Wolf of the Plains. Como resultado, en abril de 2007 el autor denunció la publicación de estas novelas, aclarando que se trataba de secuelas falsas.

## Recepción
Wolf Totem ha recibido más de diez premios literarios al igual que otros reconocimientos. Fue nombrado el libro del año en China por el diario Yazhou Zhoukan y fue nominado al premio literario Ding Jun en 2005. Pese a estos reconocimientos, ha habido algunos críticos que han publicado reseñas negativas de la novela. Charu Nivedita de The Asian Age se refirió a ella como una «pieza fascista». El sinólogo alemán Wolfgang Kubin también destacó un supuesto fascismo presente en la novela, especialmente por su descripción y tratamiento de los granjeros.